# Portada/efemèride juliol 30
Antoine Duhamel
« 29 de juliol · 30 de juliol · 31 de juliol »